# Навозник домашний
Наво́зник дома́шний (лат. Coprinellus domesticus) — гриб семейства псатирелловые (Psathyrellaceae), раньше относили к семейству навозниковых. Считается несъедобным.
Научные синонимы:
- Agaricus domesticus Bolton 1788 basionym
- Coprinus domesticus (Bolton) Gray 1821

## Описание
Шляпка колокольчатая, диаметром 2—5 см, с бороздчатым краем. Кожица жёлто-коричневая, верхняя часть ржавой окраски, покрыта зернистыми белыми чешуйками (остаток общего покрывала).
Мякоть шляпки очень тонкая, в ножке — волокнистая.
Ножка 4—8 см длиной, и 4—5 мм в диаметре, белая, полая, хрупкая, с гладкой поверхностью. Основание вздутое, покрыто жёлто-оранжевым или ржавого цвета налётом, состоящим из вегетативных гиф мицелия (озониум).
Пластинки вначале белые, затем становятся тёмно-серыми с пурпурным оттенком и расплываются в чернильную жидкость (аутолиз).
Споровый порошок чёрный.

## Экология и распространение
Сапротроф, встречается на мёртвой древесине, пнях лиственных деревьев, может поселяться во влажных помещениях. Плодоносит группами.
Сезон июнь — сентябрь.

## Сходные виды
- Навозник мерцающий (Coprinellus micaceus) отличается отсутствием рыжего налёта у основания ножки и блестящими чешуйками на шляпке.
- Навозник золотистый (Coprinellus xanthotrix) с чешуйками светло-коричневого цвета